# Рачинець Сергій Порфирович
Сергі́й Порфи́рович Рачине́ць (1 січня 1948, Іванне на Рівненщині) — український поет, представник української християнської поезії. Автор 59 (листопад 2019 р.) поетичних збірок; його твори внесено до шкільних підручників.

## Життєпис
Народився 1 січня 1948 року в с.Іваннє Дубенського району на Рівненщині в селянській родині. Закінчив СПТУ. Працював трактористом, та любов до художнього слова покликала його в Київський держуніверситет ім. Т. Шевченка.
Рачинець — професійний журналіст. Співпрацював з дубенською районною газетою, а згодом влився в її колектив. Потім — п'ятнадцять років праці на посаді редактора дубенського радіо, робота наукового співробітника краєзнавчого музею. Далі — перші збірки віршів «Запах вітру» та «Світлиця голосу», друкується у різних часописах, зокрема у журналі «Благовісник».
Після втрати зору пера не залишив.
у 1990 р.стає членом протестантської громади. З того часу у його творчості переважає християнська тематика. Незважаючи на втрату зору, багато подорожує, у тому числі й у США, зустрічається з читачами, бере активну участь у житті громади міста Дубно.
Член Спілки християнських письменників України.
Проживає у м. Дубно.

## Збірки
- Рачинець С. Благослови душу: Художньо — документальна повість.- Рівне: ППДМ, 2007.-187 с.
- Рачинець С. Бог мене любить: Вірші для дітей. — Рівне, 1992. — 33с.
- Рачинець С. Будую храм: Вибране. — Луцьк: Християнське життя, 1998. — 369с.
- Рачинець С. Відхиляю завісу: Поезії.- Рівне, 2006.-86 с.
- Рачинець С. Вовча яма: Повість.- Луцьк: Християнське життя, 2002.-127 с.
- Рачинець С. Дивна криниця: Вірші для дітей. — Рівне, 1995. — 32с.
- Рачинець С. Думаю про вічне: Художньо — документальна повість.- Рівне: Каліграф, 2003.-128 с.
- Рачинець С. Запах вітру. Вірші. — Львів: Каменяр,1987
- Рачинець С. Неопалима любов: Вірші та оповідання. — Рівне: Каліграф, 1999. — 108с.
- Рачинець С. Обличчям до сонця: Поезії. — Луцьк: Надстир'я, 1995. — 64с.
- Рачинець С. Пізній дощ: Поезії. — Львів: Каменяр, 1993. — 39с.
- Рачинець С. Пілігрим: Поезії. — Рівне, 1992. — 88с.
- Рачинець С. Пробудження. Вірші. — Рівне
- Рачинець С. Світлиця голосу: Поезії. — Львів: Каменяр, 1991. — 47с.
- Рачинець С. Храм любові: Вибрані поезії. — Луцьк: Християнське життя, 2007.-384 с.
- Рачинець С. Час одкровення: Поезії.- Сієтл: Джерело, 2005.-64 с.
- Рачинець С. Навіщо нам слова?…: [Вірш]// Вісник Дубенщини.-2005.-13 жовт.-с.6
- Рачинець С. Із нової книги: [Вірші ] // Вісн. Дубенщини. — 2001. — 8 черв.

## Відзнаки
За вагомий вклад у творче життя міста Дубна нагороджений почесною відзнакою «Кришталевий жолудь» у номінації «За самобутність у мистецтві». Перший лауреат Міжнародної літературно-мистецької премії імені Миколи Сингаївського, Міжнародної літературно-мистецької премії імені Авеніра Коломийця , «Гілки Золотого Каштана», літературної премії імені Леся Мартиновича та чотириразовий лауреат премії імені Володимира Дроцика.